# Black Joe Brook
Black Joe Brook, zn. inaczej jako Dry Brook – rzeka w stanie Nowy Jork, w hrabstwie Sullivan, uchodząca do Neversink Reservoir. Zarówno długość cieku, jak i powierzchnia zlewni nie zostały oszacowane przez USGS. 